# Arnold Büchli
Arnold Büchli (* 27. Mai 1885 in Lenzburg; † 13. Oktober 1970 in Chur), Pseudonym Heiri Lachmereis, war ein Schweizer Lehrer, Heimat- und Volkstumsforscher.

## Leben

### Familie
Arnold Büchli war der Sohn des Kaufmanns Emil Büchli und von dessen Ehefrau Marie Luise (geb. Urech).
Er war mit der Berlinerin Bertha Anna Elise Emilie, Tochter von Wilhelm Baumhard verheiratet.
Sein Nachlass befindet sich im Staatsarchiv Aargau.

### Werdegang
Arnold Büchli besuchte das Gymnasium Aarau; zu seinen Lehrern gehörte unter anderem Hans Käslin.
Er immatrikulierte sich 1906 zu einem Theologiestudium an der Universität Basel, wechselte dann jedoch zu Altphilologie und Germanistik und setzte sein Studium von 1909 bis 1910 an der Universität München und 1910 an der Universität Freiburg im Breisgau fort; 1910 besuchte er noch Vorlesungen bei dem Dialektologen Albert Bachmann an der Universität Zürich. Aus finanziellen Gründen brach er 1911 das Studium ab und erwarb mit dem aargauischen Bezirkslehrerdiplom für Deutsch, Latein und Griechisch das Patent für das mittlere Lehramt.
1912 erhielt er eine Anstellung als Bezirkslehrer für Deutsch, Latein, Griechisch und Italienisch in Zurzach, bevor er 1921 Lehrer und später Rektor in Aarburg wurde; eine Zeit lang war er auch Religionslehrer am Lehrerseminar Wettingen.
Er siedelte 1942 nach Chur über und betätigte sich dort bis zu seinem Tod freiberuflich als Sagensammler.
Nachdem er am Lehrerseminar den späteren Heimatforscher und Sagensammler Traugott Fricker zum Lehrer ausgebildet hatte, blieb er mit diesem auch später noch in Verbindung.

### Schriftstellerisches Wirken
Arnold Büchli schrieb Gedichte in archaisierendem Ton, gab Balladen- und Gedichtsammlungen heraus, unter anderem in der Jugendborn-Sammlung, bearbeitete die Sagensammlung von Heinrich Herzog und kompilierte Sagen-, Legenden-, Schwank- und Rätselsammlungen.
In den 1930er Jahren begann er sich intensiv mit Caspar Decurtins’ Rätoromanischer Chrestomathie, einer 13-bändigen rätoromanischen Literatur- und Märchensammlung, zu beschäftigen und  aufzuzeichnen, was sich in den deutsch-, romanisch- und italienischsprachigen Talschaften des Kantons Graubünden an Märchen und Sagen erhalten hatte.
Im Auftrage der Schweizerischen Gesellschaft für Volkskunde arbeitete er an der systematischen wissenschaftlichen Erforschung schweizerischen Sagengutes. Hierzu erwanderte er nach seiner Übersiedlung von Chur aus, mit Notizblock, einem Fotoapparat und später auch mit einem Tonbandgerät versehen, 150 Täler von Dorf zu Dorf und sammelte mit philologischer Gewissenhaftigkeit, was ihm die Bauern noch von Bräuchen der Vorzeit und eigenen seltsamen Erfahrungen zu erzählen wussten. So brachte er im Lauf von Jahrzehnten eine Sagensammlung zusammen, wie sie zu seiner Zeit in dieser Vollständigkeit und Zuverlässigkeit kein anderer Landesteil besass.
Sein Hauptwerk, die vierbändige Mythologische Landeskunde von Graubünden, basiert auf seiner Feldforschung und erschien in mehrfacher Auflage; allerdings konnten der dritte und vierte Band erst nach seinem Tod veröffentlicht werden. Für die Herausgabe des zweiten Bands erhielt er eine finanzielle Unterstützung von 5000 Franken durch den Migros-Genossenschafts-Bund.
Seine Schriften wurden im Verlag Sauerländer veröffentlicht; dazu publizierte er unter anderem in der Buchreihe Die Schweiz im deutschen Geistesleben. Einige seiner Gedichte veröffentlichte er auch in den Zeitschriften Die Schweiz – schweizerische illustrierte Zeitschrift, Am häuslichen Herd, im Bündner Jahrbuch, Neue Wege, Die Berner Woche in Wort und Bild, den Lenzburger Neujahrsblättern und in den Badener Neujahrsblätter sowie Aufsätze in den Schweizerischen Monatsheften für Politik und Kultur.
Von Arnold Büchli hiess es, er habe zwei verschiedene Naturen in sich vereinigt, «den Sprachgelehrten und den volkstümlich erzählenden Dichter, der die Sage nicht zergliedert, sondern erleben lassen will».

### Ehrungen und Auszeichnungen
- 1932 wurde Büchli mit einem Gesamtwerkspreis der Schweizerischen Schillerstiftung ausgezeichnet.[18]
- Im März 1949 erhielt Arnold Büchli vom aargauischen Erziehungsdirektor Regierungsrat Fritz Zaugg «in Anerkennung seines dichterischen Gesamtwerkes» einen Literaturpreis aus dem Kulturfonds, verbunden mit einem Preisgeld von 3000 Franken.[19]
- 1964 ernannte die Universität Bern ihn «für die Erforschung der alten Schweizer Sagen und insbesondere für das Sammeln und Deuten der rätischen Sagen und für die Begeisterung unserer Jugend für die Volkssagen» zum Dr. phil. h. c.[20]

## Schriften und weitere Veröffentlichungen (Auswahl)
- Im Elektrizitätswerk: eine Schulerinnerung. In: Brugger Neujahrsblätter, Band 28. 1917. doi:10.5169/seals-901553#25, S. 19–21.
- Stundenrufe. Aarau: Sauerländer, 1918.
- Schweizer Sagen. Aarau: Sauerländer, 1920 (3 Bände).
- Von der deutschen Schrift. In: Schweizerische Monatshefte für Kultur und Politik, Band 1, Heft 4. 1921–1922. S. 174–176.
- Fridolin Hofer. In: Schweizerische Monatshefte für Kultur und Politik, Band 1, Heft 4. 1921–1922. S. 320–323.
- Die Schweiz im deutschen Geistesleben. In: Schweizerische Monatshefte für Kultur und Politik, Band 2, Heft 8. 1922–1923. S. 395–397.
- Zu Paul Hallers Gedichten. In: Schweizerische Monatshefte für Kultur und Politik, Band 2, Heft 10. 1922–1923. doi:10.5169/seals-154706#535, S. 531–533.
- Zwischen Aar und Rhein. 1922.
- Jugendborn-Sammlung.
  - Kleiner Balladenschatz fürs 6. bis 9. Schuljahr. Aarau: Sauerländer, 1925.
  - Gedichte für die Jugend, Teil 1. Aarau: Sauerländer, 1925.
  - Gedichte für die Jugend, Teil 2. Aarau: Sauerländer, 1925.
  - "O du fröhliche": Gedichte zum Advent und Niklaustag, zu Weihnachten, Silvester und Neujahr: für die Jugend vom sechsten Schuljahr an. Aarau: Sauerländer, 1926.
- Meinrad Lienert: bei Anlass seines sechzigsten Geburtstages (21. Mai). In: Schweizerische Monatshefte für Kultur und Politik, Band 5, Heft 2. 1925–1926. S. 109–113.
- Gelegentlich neuer Schweizer Lyrik. In: Schweizerische Monatshefte für Kultur und Politik, Band 7, Heft 11. 1927–1928. S. 623–632.
- Gelegentlich neuer Schweizer Lyrik (Schluss). In: Schweizerische Monatshefte für Kultur und Politik, Band 7, Heft 12. 1927–1928. S. 681–690.
- Altisrael. 1934.
- Zwischen Erd und Ewigkeit. 1934.
- E Trucke voll Rätsel. 1938.
- Nachruf: Otto von Greyerz. In: Schweizerische Monatshefte für Politik, Wirtschaft und Kultur, Band 19, Heft 11. 1939–1940. S. 656–659.
- Sagen aus Graubünden. 1942. (2 Bände)
- Schweizer Legenden. 1943.
- Vom Adel des Geistes. In: Schweizerische Monatshefte für Politik, Wirtschaft und Kultur, Band 24, Heft 1. 1944–1945. doi:10.5169/seals-159178#59, S. 50–56.
- Die Erdmännchen im Berner Oberland. In: Schweizerische Gehörlosen-Zeitung, Band 39, Heft 3. 1945. doi:10.5169/seals-925582#39, S. 32–34.
- Erinnerungen aus der Schulzeit. In: Aarauer Neujahrsblätter, Band 20. 1946. doi:10.5169/seals-571262#19, S. 10–29.
- Von Lenzburger Art und Erde. 1955.
- Mythologische Landeskunde von Graubünden.
  - Band 1: Fünf Dörfer Herrschaft, Prättigau, Davos, Schanfigg, Chur. Disentis Desertina 1958.
  - Band 2: Die Täler am Vorderrhein, Imboden. Disentis Desertina 1966.
  - Band 3: Die Täler am Hinterrhein, Albulatal, Oberhalbstein, Münstertal, Engadin, Italienisch Bünden. Hrsg. von Ursula Brunold-Bigler. Disentis: Desertina, 1990.
  - Band 4: Register und Nachwort zur Gesamtausgabe. Hrsg. von Ursula Brunold-Bigler. Disentis: Desertina, 1992.
- Das Gebiet des Rheins vom Badus bis zum Calanda. 1966.
- Erinnerungen an die Aarauer Kantonsschulzeit. In: Lenzburger Neujahrsblätter, Band 44. 1973. doi:10.5169/seals-918172#78, S. 72–78.